# 年代学批判
年代学批判（德語：Chronologiekritik）是对史学进行批判，但并不为学术界所认同的一类历史修正主义理论。这些理论的支持者和反对者都使用该术语。
根据年代学批判所包括的各种论点，历史学家重建的历史（年代学）是不正确的。这些论文大多涉及大幅缩短整个历史时期，很少涉及重新进行年代测定或延长整个历史时期。

## 分类
有几位作者在伪科学书籍中辩称，由于错误和故意伪造，某些时期的年代学和史学史是不正确的。
其基础通常是根本性的文献批判，或对各国神话中灾难的比较分析。许多年代学批判的代表也是新灾变论的支持者，在此背景下，他们拒绝接受被普遍接受的关于地球历史和生命进化的科学观点，并否认通过树轮年代学和放射性碳定年法确定科学年龄的有效性。这些论文必须与科学的对历史的批评区分开来，科学的历史批评只质疑个人发现及事件的年代或存在。
年代学批判尤其关注的年代是：最后一个大冰期结束、古埃及传统历史、圣经历史、古典时代和中世纪。
由此衍生出各种理论，特别是各种表现形式的灾变论（例如维里科夫斯基），有时甚至相信外星人的来访。例如，格诺特·盖斯（Gernot Geise）和汉斯-约阿希姆·齐尔默拒绝进化论，并声称恐龙与人类曾一起生活在地球上。格诺特·盖斯还认为，是外星人建造了埃及金字塔，还在月球和火星上建造了外星建筑。

## 论点

### 尼古拉·亚历山德罗维奇·莫罗佐夫
莫罗佐夫（1854—1946）在其著作《约翰的启示录——天文历史调查》（1907年）中提出了这样的论点：约翰的启示录描述的天文现象，根据帕特莫斯岛使用的儒略历，是发生在395年9月30日星期日。
该论文表明，约翰的启示录或图密善统治（81—96）的时间早了约三百年。然而，该论点现在被认为已被驳斥，因为约翰的启示录在约翰一世时代之前就被教父和爱任纽提到过。

### 威廉·卡梅尔
小学教师兼作家威廉·卡梅尔（1889—1959）是“虚构时间假说”论文的鼻祖，他于20年代提出该论文，并于1935年以书籍形式出版。其主要论点是，所有中世纪文献和手稿都是后来伪造的，他相信他可以证明这一点。卡梅尔又写了三本年代学批判的书。1990年代，其论文被德国学者赫里伯特·伊利格和非小说类作家乌韦·托珀采纳，并在媒体上传播。

### 伊曼纽尔·维里科夫斯基
俄罗斯精神分析学家伊曼纽尔·维里科夫斯基（1895—1979）被称为新灾变论的创始人。他还研究了古埃及的历史，假设以色列人出埃及与伊普维尔莎草纸书中所描述的灾难同时发生，并依此来重建历史。结果，他缩短了中王国时期的时间。由于所有古代年表均以埃及年表为基础，这一缩短导致传统年表被删除了约550年。他还认为“欧洲黑暗时代”是史学上的错误，应该被视为虚构。他的作品被归纳在《混沌时代》（Zeitalter im Chaos）系列（1952年）中。

### 赫里伯特·伊利格—古纳尔·海因索恩—汉斯-乌尔里希·尼米兹
赫里伯特·伊利格（1947—）在他于1994年首次发表的著作中假设，公元7至10世纪之间的历史，是通过奥托王朝历史学家的伪造，而被插入到年表中的，并认为查理曼大帝根本不存在。此外，伊利格还与社会学家古纳尔·海因索恩（1943—2023）一起研究古埃及历史年表，但他们与维里科夫斯基不同，他们并不仅仅依赖圣经资料。海因索恩同意伊利格虚构时间假说的论点，并试图用卡罗勒斯（Carolus）硬币和丕平硬币来证明它。他得出的结论是，所有的卡罗勒斯硬币都来自于“简单的查理”，而卡洛林王朝的铸币改革则可以追溯到老丕平。海因索恩还相信他可以证明苏美尔人从未存在过，以及美索不达米亚和埃及的历史被拉长了2000年，以支撑圣经故事。技术历史学家汉斯-乌尔里希·尼米兹（1946—2010）和伊利格一样，支持中世纪早期的虚构时间假说（“幻影岁月Phantomjahre”一词即来源于他），并在他的书中质疑放射性碳定年法和树轮年代学，以及所有其它科学测年方法的可靠性。

### 阿纳托利·福缅科
数学家阿纳托利·福缅科（1945—）认为，通过对古代和中世纪的史料进行统计分析，他可以证明，不同时代会以不同形式写出相同的故事，因此是重复的，因为无数的统治王朝和事件（例如战争），在其它时代会表现出惊人的、统计上显著的相似之处。所以，克劳狄乌斯·托勒密写作《天文学大成》只是在公元1000年左右，这使得耶稣的时代只早了大约1000年。由此他开发了其新编年史。与大多数现代年代学批判家一样，福缅科对年代测定的客观方法表示怀疑，例如树轮年代学和放射性碳定年法。福缅科拥有一批追随者，其中包括俄罗斯世界象棋冠军和政治家加里·卡斯帕罗夫。

### 霍斯特·弗里德里希
科学哲学家霍斯特·弗里德里希在其1997年出版的《冰河时代世纪错误》（Jahrhundert-Irrtum Eiszeit）一书中，对人们关于冰河时代的普遍看法提出了质疑。他声称，数百公里长的冰川从未存在过，而且冰川不可能将巨石运送那么长的距离，因为它们缺乏必要的“推动力”。弗里德里希的论文被自然科学家认为站不住脚，全部被驳斥了。

### 乌韦·托珀
乌韦·托珀（1940—）是德语国家新闻界最活跃的年代学批判家之一，并就此主题撰写了多本书。自1998年以来，他在赫里伯特·伊利格论文的基础上进行了扩展，并像威廉·卡梅尔和埃德温·约翰逊一样，怀疑1350年之前并没有可靠的历史数据。托珀很早就谴责福缅科的方法是“俄罗斯黄金传说的神秘幻想”。他还声称，非欧洲史学的表现形式，例如来自印度和中国的，才是其现代起源。托珀另一个有争议的论点是，胡里安人（他称之为霍拉Horra）在铜石并用时代发挥了核心作用。与其他年代学批判家一样，托珀对后达尔文时代进化论的年代表示怀疑。

### 汉斯-约阿希姆·齐尔默
研究生工程师汉斯-约阿希姆·齐尔默（1950—）与福缅科和托珀类似，试图证明古代只开始于此前大约1000年，并通过虚假的历史记录和类似的重复将其投射到遥远的过去。因此齐尔默得出的结论是，罗马从未存在过罗马帝国，而真正的罗马人一部分是建立罗马的伊特鲁里亚人，另一部分是在意大利南部和西西里（大希腊）统治伊特鲁里亚以南的古希腊人。齐尔默怀疑历史中断的原因是六世纪的一场重大自然灾害（“小冰期”）。齐尔默同意伊利格的观点，即不得不从历史中抹去三个世纪（七至九世纪）。他还否认冰河时代的存在；相反，它假设“下雪时间”要短得多。在对其书的评论中，齐尔默的论文因在科学上站不住脚而未被接受。

### 克里斯托夫·普菲斯特
历史学家克里斯托夫·普菲斯特（1945—）是年代学批判中影响最深远的倡导者之一。普菲斯特认为，地史学和文化史都必须从根本上缩短。他质疑任何科学年代测定方法的可靠性。在地质史方面，他是新灾变论的支持者。普菲斯特在书中认为，他可以将人类从早期文明以来的整个历史缩短到不足1000年：他认为凯尔特人、希腊人和罗马人的古代文化是文艺复兴时期的发明。在他看来，罗马万神庙的历史只能追溯到16世纪，普菲斯特将其视为真正的中世纪；希伯来语是一种人工宗教语言，也只是在16世纪发明的，就像圣经和所有其它古代著作一样；公元1600年之前的整个历史都是早期现代学者约瑟夫·尤斯图斯·斯卡利杰和丹尼斯·佩托的伪造和发明。

## 批评
到目前为止，所有对年表进行颠覆性批判的假说，都没有得到学术界的公认。这也是年代学批判家们的论点被学术界一致拒绝的原因。目前德语国家最著名的例子是，基于错误的历法计算、质疑修道士和历史学家伪造的虚构时间假说理论，现认为该理论已被专业科学家所驳斥。
历史学家保罗·基恩对威廉·卡梅尔的论文评论道，“那个所谓的造假协会”一定拥有高超的造假技巧：
让我们暂时假定它是正确的。那么，弗里德里希一世早期的一位重要历史学家、主教弗莱辛的奥托的著作就是后来伪造的。这意味着什么？这意味着伪造者不厌其烦地制作了大约45份手稿，并对它们进行了外部装饰，使它们看起来属于完全不同的写作流派和不同的世纪。……最后，还有一件事要注意。请记住：查看我们的史料清单，每天都会添加新的作品。施工暴露了隐藏在地下的建筑物遗迹。一本旧书的封面破裂了，你发现了几页写着字的羊皮纸。他们证实了从其它来源获得的历史图片。我们是否可以假设这些建筑物遗迹和那些羊皮纸是在几百年前被恶意伪造者隐藏的……？